# Saison 1 du Saint
Chronologie
Saison 2 du Saint
Cet article présente le guide des épisodes de la première saison de la série télévisée Le Saint.

## Épisode 1:Un mari plein de talent
- Titre original : The Talented Husband
- Numéro(s) : 1 (1.1)
- Scénariste(s) : Jack Sanders
- Réalisateur(s) : Michael Truman
- Diffusion(s) : 
  -  Royaume-Uni : 4 octobre 1962
  -  France : 6 mai 1964
- Invité(es) : Derek Farr , Shirley Eaton , Patricia Roc
- Résumé : Un mari déçu dans sa carrière, tente d'assassiner sa riche épouse.

## Épisode 2:Aventure à Rome
- Titre original : The Latin Touch
- Numéro(s) : 2 (1.2)
- Scénariste(s) : Gerald Kelsey et Dick Sharples
- Réalisateur(s) : John Gilling
- Diffusion(s) : 
  -  Royaume-Uni : 11 octobre 1962
  -  France : 20 mai 1964
- Invité(es) : Warren Mitchell (Marco) ; on retrouvera cet acteur dans l'épisode 12 de cette saison 1 et dans plusieurs épisodes de Chapeau melon et bottes de cuir.
- Résumé : Un parrain de la mafia de New York enlève la fille d'un gouverneur américain pour faire libérer son frère condamné à la chaise électrique.

## Épisode 3:Le Terroriste prudent
- Titre original : The Careful Terrorist
- Numéro(s) : 3 (1.3)
- Scénariste(s) : Gerald Kelsey et Dick Sharples
- Réalisateur(s) : John Ainsworth
- Diffusion(s) : 
  -  Royaume-Uni : 18 octobre 1962
  -  France : 3 juin 1964
- Invité(es) : David Kossoff (Herman Uberlasch) , Alan Gifford (Inspecteur Fernack), Percy Herbert (qu'on retrouvera dans l'épisode 20 de la saison 3).
- Résumé

A New-York, le Saint s'est juré de venger la mort d'un jeune journaliste intègre, Lester Loyd. Celui-ci venait de dénoncer à la télévision un patron de syndicat corrompu, Gredman, lorsqu'il a été tué dans l'explosion de son appartement.
L'implication de Gredman est évidente, mais impossible à prouver. Simon Templar va défier le chef syndicaliste au péril de sa vie.

## Épisode 4:Un souvenir de famille
- Titre original : The Covetous Headsman
- Numéro(s) : 4 (1.4)
- Scénariste(s) : John Roddick
- Réalisateur(s) : Michael Truman
- Diffusion(s) : 
  -  Royaume-Uni : 18 octobre 1962
  -  France : 17 juin 1964
- Invité(es) : Barbara Shelley
- Résumé : Dans l'avion qui le mène à Paris, Simon Templar fait la connaissance d'une charmante jeune femme qui lui dit aller rendre visite à son frère. Mais, celui-ci a été assassiné. La médaille qu'il portait, identique à celle de sa sœur, a disparu. Le Saint découvre que ces médailles, qui furent faites et données par le père de ces deux personnes, contiennent un code, recherché par un ancien collaborateur ayant dénoncé des résistants pendant la guerre...

## Épisode 5:Un singulier touriste
- Titre original : The Loaded Tourist
- Numéro(s) : 5 (1.5)
- Scénariste(s) : Richard Harris
- Réalisateur(s) : Jeremy Summers
- Diffusion(s) : 
  -  Royaume-Uni : 1er novembre 1962
  -  France : 1er juillet 1964
- Invité(es) : Barbara Bates
- Résumé :

Dans l'avion qui le mène de Rome à Genève, Simon Templar fait la connaissance d'un adolescent, Alfredo. Celui-ci est désespéré de quitter sa ville natale pour les États-Unis ; après quelques jours passés à Genève, son père et sa belle-mère émigreront avec lui à New-York.
Le hasard fait que la famille descend dans le même hôtel que Simon. Alors qu'il fume une cigarette dans le parc, celui-ci est témoin de l'assassinat du père. Il parvient à mettre en fuite l'assassin avant d'être assommé par celui-ci. À son réveil, un mystérieux "ami" suisse est à ses côtés, ainsi qu'un attaché-case plein de bijoux...et un policier helvétique qui l'embarque au poste l'accusant d'avoir tué l'homme pour s'emparer des joyaux.
Le scénario se dessine peu à peu: la famille a passé ces bijoux en contrebande à la douane à Rome. Le mari devait les vendre à un joaillier pour financer le voyage à New-York. Mais, la jeune belle-mère voulait s'emparer du magot pour s'enfuir avec son jeune amant. L'assassin tentait de les doubler en travaillant pour son propre compte.

## Épisode 6:Les Perles de la paix
- Titre original : The Pearls of Peace
- Numéro(s) : 6 (1.6)
- Scénariste(s) : Richard Harris
- Réalisateur(s) : David Greene
- Diffusion(s) : 
  -  Royaume-Uni : 8 novembre 1962
  -  France : 29 juillet 1964
- Invité(es) : Dina Paisner (Consuelo), Bob Kanter (Brad Ryan), Erica Rogers (Joss hendry).
- Résumé :

A New York, Simon Templar accepte d'avancer trois mille dollars à son jeune ami Matt en échange d'une perle d'un calibre exceptionnel. Cette perle aurait été trouvée dans le golfe du Mexique. L'argent de Simon doit permettre à Matt et à son associé de retourner sur place mener de nouvelles recherches. Matt espère ainsi faire fortune, et combler son exigeante petite amie, Joss. Mais, arrivé sur les lieux, Matt est trahi par son associé, qui l'assomme, le laisse pour mort et s'enfuit avec l'argent.
Plus personne n'a de nouvelles du jeune homme durant trois ans. À la demande de Joss, Simon part à sa recherche et le retrouve.
Celui-ci, qui a perdu la vue, a été recueilli par une brave femme avec laquelle il vit, Consuelo.
Matt décidera d'assumer son amour pour elle, et de renoncer à ses chimères.

## Épisode 7:La Flèche de Dieu
- Titre original : The Arrow of God
- Numéro(s) : 7 (1.7)
- Scénariste(s) : Julian Bond
- Réalisateur(s) : Paddy Carstairs
- Diffusion(s) : 
  -  Royaume-Uni : 15 novembre 1962
  -  France : 15 juillet 1964
- Invité(es) : Anthony Dawson (Floyd Vosper), Gordon Tanner (Gresson), Honor Blackman[2] (Pauline Stone), Alec Mango (Dr Rahn)
- Résumé :

Simon Templar est en vacances à Nassau, aux Bahamas. La lecture d'un article de journal l'interpelle: il craint la présence de personnes mal intentionnées auprès de son amie Lucy. Le commissaire de police à qui il a fait part de ses soupçons l'autorise à mener l'enquête à condition que cela ne trouble pas la quiétude de l'île.
Simon va donc s'installer chez Lucy. Son mari veut divorcer pour épouser sa secrétaire, Pauline. Mais, au grand dam de celle-ci, il désire aussi récupérer une partie de la fortune de son épouse. Il fait appel pour cela à un avocat véreux, Floyd.
Celui-ci se montre odieux avec tout le monde, et se fait frapper par John, le champion de tennis fiancé à Janet, la jeune sœur de Lucy.
Peu de temps après, Floyd est retrouvé assassiné sur la plage, le corps traversé d'une flèche provenant de l'arc de John. Pourtant, c'est une balle qui l'a tué. Simon retrouve la douille dans le sable. La flèche a été plantée après pour compromettre le jeune sportif.
Dans une ambiance digne d'Agatha Christie, Le Saint réunit tous les occupants de la villa dans le salon. Il s'avère que chacun d'entre eux avait un motif pour tuer Floyd. Finalement, l'associé du mari craque: c'est lui qui a tué l'avocat qui tentait de le faire chanter au sujet d'affaires douteuses.

## Épisode 8:L'Élément du doute
- Titre original : The Element of Doubt
- Numéro(s) : 8 (1.8)
- Scénariste(s) : Norman Borisoff
- Réalisateur(s) : John Ainsworth
- Diffusion(s) : 
  -  Royaume-Uni : 22 novembre 1962
  -  France : 26 août 1964
- Invité(es) : Alan Gifford (Inspecteur Fernack), David Bauer (Carlton Rood), Bill Nagy (Sholto) , John Bloomfield (Court Clerk) , Sarah Brackett (Nurse). (A noter, figurant muet parmi les jurés du procès : John Cleese).
- Résumé : Un homme d'affaires et un avocat tentent une escroquerie à l'assurance.

## Épisode 9:Le Pêcheur fatigué
- Titre original : The Effete Angler
- Numéro(s) : 9 (1.9)
- Scénariste(s) : Norman Borisoff
- Réalisateur(s) : Anthony Bushell
- Diffusion(s) : 
  -  Royaume-Uni : 29 novembre 1962
  -  France : 16 septembre 1964
- Invité(es) : Jack Gwillim ; Shirley Eaton ; Paul Stassino (Vincento Innutio)
- Résumé :

Simon Templar est en vacances à Miami. Il fait la connaissance d'une jolie blonde. Celle-ci est mariée à un riche homme d'affaires, plus âgé qu'elle, et auprès de qui elle dit mener une vie ennuyeuse à Monte-Carlo. Une idylle naît entre eux, et la jeune femme supplie Simon de l'enlever et de partir avec elle à Nassau en bateau avec la complicité du brave capitaine d'un bateau de pêche pour touristes.
Le Saint refuse car il sent qu'elle n'est pas sincère. Il est alors victime d'une tentative d'assassinat. En réalité, la blonde, son mari, son homme de main et le patron pêcheur trop sympathique pour être honnête, se livrent à un trafic de bijoux dans les Caraïbes grâce à un stratagème astucieux. Les pierres sont dissimulées dans les entrailles de poissons, et d'innocentes parties de pêche servaient en réalité à échanger la marchandise!
Le voyage à Nassau de Simon et de sa "fiancée" aurait été une couverture habile pour un convoi particulièrement lucratif.
Mais, on ne dupe pas Le Saint...

## Épisode 10:La Leçon de voyage
- Titre original : The Golden Journey
- Numéro(s) : 10 (1.10)
- Scénariste(s) : Lewis Davidson
- Réalisateur(s) : Robert S. Baker
- Diffusion(s) : 
  -  Royaume-Uni : 6 décembre 1962
  -  France : 8 avril 1965 (diffusion en quatre parties du 8 au 11 avril 1965)
- Invité(es) : Erica Rogers (Belinda).
- Résumé : Simon Templar est en Espagne pour assister au mariage de l'un de ses amis. Au restaurant, il assiste à un esclandre provoqué par la fiancée, Linda, une jeune femme capricieuse et immature. À la demande de la sœur aînée de Linda, qui estime que celle-ci n'est pas assez mûre pour le mariage, Simon vole le passeport, les bijoux et l'argent de la jeune femme pour l'empêcher de rejoindre rapidement les lieux de la cérémonie. Linda se retrouve en prison pour avoir essayé de voler un scooter pour parvenir à l'endroit du mariage. Le Saint paye la caution pour la libérer, et la contraint à partir en randonnée avec lui pour se rendre à la cérémonie. En chemin, Simon prétend ne plus avoir d'argent, ce qui les contraint à dormir à la belle étoile et à se nourrir très frugalement ; cela déclenche de terribles fureurs de la jeune femme qui tente même de l'assassiner. Celle-ci découvrira la supercherie en voyant les objets qui lui ont été dérobés dans le sac à dos de son compagnon de voyage. Elle tente de le faire avouer en lui faisant des avances agressives. Mais elle ne lui en tiendra pas rigueur, et reconnaitra que cette expédition l'a fait réfléchir. Ils se séparent bons amis… peut-être au regret de Simon qui ne semblait finalement pas insensible aux charmes de la jeune femme.

## Épisode 11:L'Homme qui avait de la chance
- Titre original : The Man Who Was Lucky
- Numéro(s) : 11 (1.11)
- Scénariste(s) : John Gilling
- Réalisateur(s) : John Gilling
- Diffusion(s) : 
  -  Royaume-Uni : 13 décembre 1962
  -  France : 14 mars 1965 (diffusion en quatre parties du 14 au 17 mars 1965)
- Invité(es) : Campbell Singer (Inspecteur Teal dont c'est la première apparition dans la série), Delphi Lawrence (Cora), Eddie Byrne (Joe « Lucky » Luckner) , Vera Day (Jane Mayo)
- Résumé : Le dénommé Lucky, propriétaire d'un night-club et racketteur, entreprend de régler ses comptes avec un bookmaker qui refusait sa protection. La correction est toutefois un peu violente, et le malheureux décède. L'associé du bookmaker a été témoin du meurtre. Or, il est secrètement fiancé à Cora, une employée de Lucky qui est aussi sa maîtresse ! Les deux amants tentent de s'enfuir, mais Lucky se lance sur leurs traces. Alors qu'il passe sa soirée dans la boîte, Simon intervient pour défendre une collègue de Cora, malmenée par le mafieux, lequel tente de lui faire avouer la cachette de deux amants. Le Saint est ainsi mêlé à cette affaire, où son ingéniosité va permettre tout à la fois de faire arrêter Lucky pour le meurtre du détective, et de permettre à Cora et à son fiancé de partir faire leur vie ailleurs... avec l'argent que Lucky avait remis à Simon pour qu'il "balance" le malheureux et permette l'assassinat de ce témoin gênant.

## Épisode 12:La Comtesse charitable
- Titre original : The Charitable Countess
- Numéro(s) : 12 (1.12)
- Scénariste(s) : Gerald Kelsey & Dick Sharples
- Réalisateur(s) : Jeremy Summers
- Diffusion(s) : 
  -  Royaume-Uni : 20 décembre 1962
  -  France : 23 septembre 1964
- Invité(es) : Patricia Donahue (Kristine, comtesse Rovagna), Nigel Davenport (Aldo Petri), Warren Mitchell (Marco), Philip Needs  (Franco, le jeune voleur).
- Résumé :

De passage à Rome, Simon Templar reçoit une invitation de la comtesse Christina pour assister à un bal de charité. En sortant de cette soirée, il hèle un taxi dont le conducteur n'est autre que son ami Marco, rencontré lors de l'épisode 2. Ce dernier percute un jeune vagabond, Franco, qui venait de chaparder les pneus des voitures des invités de la comtesse! L'enfant est recueilli par Simon, qui le confie alors à un prêtre. Il découvre à cette occasion que la comtesse n'a pas remis à l'abbé l'intégralité de la somme recueillie lors de la soirée caritative.
En effet, la comtesse, qui se nomme en réalité Peggy, et est une ancienne entraîneuse du New Jersey ayant réussi dans la courtisanerie, encaisse à son profit une partie des fonds collectés. Face aux accusations du Saint, elle reconnaît les faits, mais refuse de restituer l'argent. Simon la met alors au défi: il fait le pari qu'il parviendra à lui dérober son collier de diamant lors de la prochaine soirée de charité.
Lors de celle-ci, Simon et ses complices détroussent les invités de leurs bijoux sous la menace d'une arme à feu. Puis, il fait entrer dans la pièce la petite troupe d'enfants vagabonds dirigés par Franco afin d'expliquer les motifs de ce "vol": aider les enfants des rues.Les invités applaudissent, croyant qu'il s'agit d'un divertissement organisé par la comtesse!
Après que ceux-ci aient quitté les lieux, la comtesse explique alors à Simon qu'elle l'a roulée en remplaçant son fameux collier par une imitation en toc, et en demandant à ses invités d'en faire de même. Néanmoins touchée par l'apparition des enfants pauvres, elle accepte de faire un don à leur profit, à la grande fureur de son secrétaire.

## Note et référence
1. ↑  « Le Saint : Itinéraire d'un anti-héros », sur Babelio (consulté le 27 septembre 2024)
2. ↑  comédienne qui sera, dans les saisons 1 et 2 de The Avengers, la première "John Steed's girl"